# Monument au traité de l'Antarctique

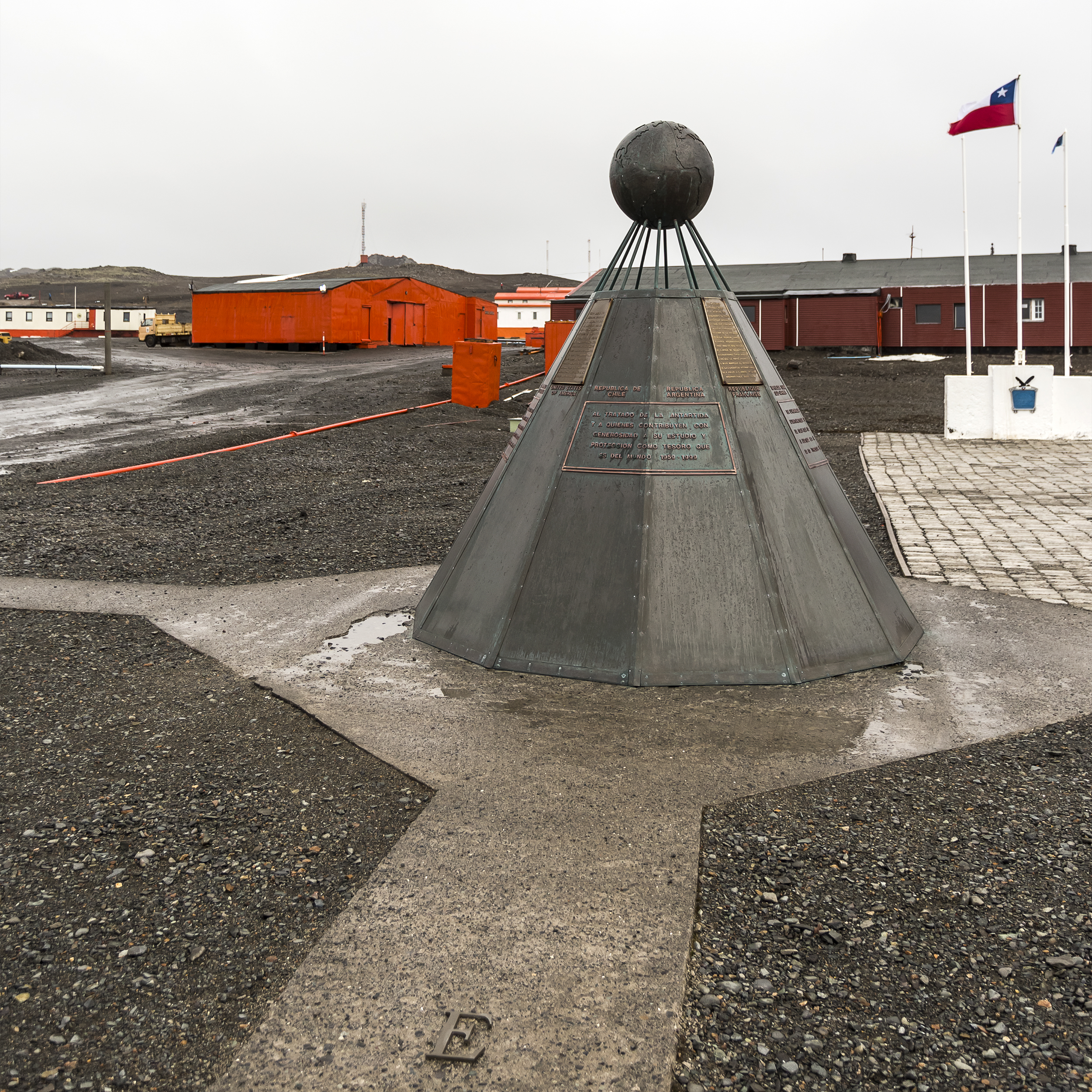
Monument au Traité sur l’Antarctique, près des bases Frei, Bellingshausen et Escudero.

Le Monument au traité de l'Antarctique (en anglais : Monument to the Antarctic Treaty) commémore la signature du traité sur l'Antarctique en 1959 et entré en vigueur en 1961.

## Description
Il se trouve à proximité des bases Eduardo Frei Montalva, Bellingshausen et Profesor Julio Escudero sur la péninsule Fildes de l'île du Roi-George dans îles Shetland du Sud en Antarctique. Le monument a été conçu et construit par l'Américain Joseph W. Pearson et offert au Chili. Il a été dévoilé en 1999 pour le 40e anniversaire de la signature du traité.
Le monument comporte quatre plaques avec un texte écrit dans les langues officielles du traité sur l'Antarctique (l'anglais, le français, le russe et l'espagnol).
Le monument a été désigné site ou monument historique sur la proposition du Chili lors d'une réunion consultative du traité sur l'Antarctique.